# Amerikansk ormhalsfågel
Amerikansk ormhalsfågel (Anhinga anhinga) är en sjöfågel i släktet ormhalsfåglar som lever i de varmare delarna av Nordamerika och Sydamerika. Den är en skarvlik fågel med en medellängd på 85 centimeter, ett vingspann på 117 centimeter och en vikt på 1 350 gram. Den har mörk fjäderdräkt, är fiskätare, har mycket lång hals och simmar ofta med bara halsen ovanför vattenytan. När den simmar på detta sätt kan den likna en orm, vilket givit den namnet ormhalsfågel.

## Utseende och levnadssätt
Den amerikanska ormhalsfågeln är en stor fågel och som adult mäter den i genomsnitt cirka 89 centimeter på längden, har ett vingspann på 1,1-1,2 meter och väger cirka 1,25 kilogram. Nominatformen A. a. anhinga är något större än den nordliga underarten A. a. leucogaster och har bredare, ljust brungula stjärtspetsar. Den har en lång, gul, spetsig näbb vars övre näbbhalva är grå på ovansidan. De simhudsförsedda fötterna är gul- till gråbruna.
Merparten av dess fjäderdräkt är blänkande svartgrön där vingar och stjärt är blänkande blåsvarta och stjärtspetsarna är ljust brungula till vita. Längst bak på huvudet och i nacken har den förlängda fjädrar som beskrivs både som gråa eller som ljust lilafärgade. Övergumpen och övre vingtäckare är vitstreckade.
Honan liknar hanen men har till skillnad från denna blekt gråbrunt övre bröst, nacke och huvud. or light brown. Nedre delen av bröstet är kastanjefärgad och jämfört med hanen är ryggen brunare.
Ormhalsfåglarna saknar uropygialkörtel vilket är en oljeproducerande körtel, som exempelvis änder har och vars olja de använder för att täta fjäderdräkten mot vatten. Detta gör att ormhalsfågelns fjäderdräkt drar åt sig vatten, vilket gör den tyngre i vatten och den kan därmed knappt flyta. Istället underlättar detta vid dyk efter fisk och ormhalsfågeln har en stor kapacitet att stanna länge under vatten.
Vid behov torkar ormhalsfågeln sina vingar genom att sittande sträcka ut vingarna en längre tid tills de är torra. Om vingarna fortfarande är våta kan den bara lyfta med stor ansträngning och den lyfter då genom att springa på vattenytan samtidigt som den flaxar kraftigt med vingarna. Ormhalsfåglarna jagar ofta i mindre grupper.

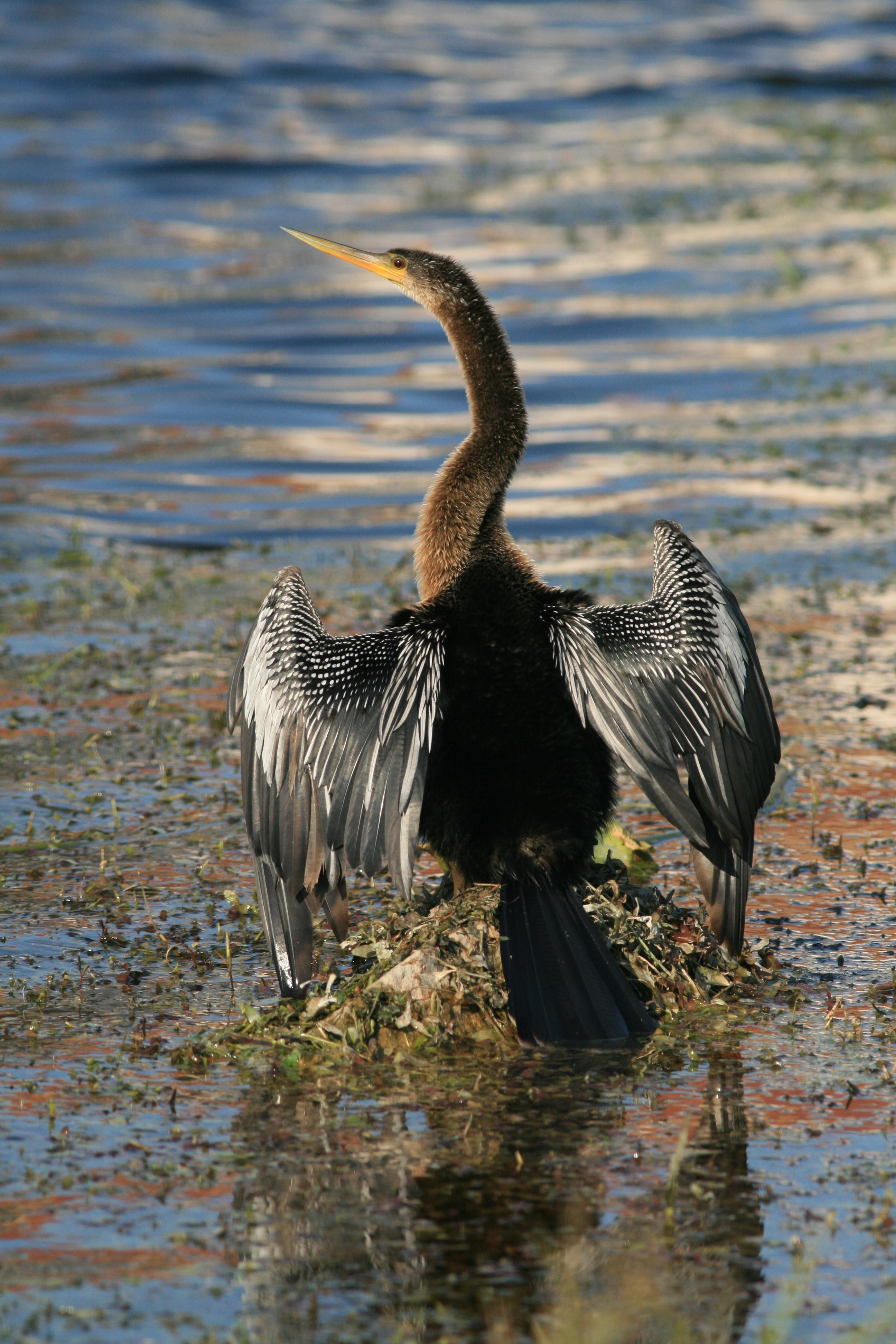
Adult amerikansk ormhalsfågel i typisk pose när den torkar vingarna.

När de observeras flygande, exempelvis under sina flyttningar, ses de ofta i flockar med andra fågelarter.

## Utbredning och systematik
Amerikansk ormhalsfågel är medlem av familjen ormhalsfåglar (Anhingidae) som återfinns över hela världen i varma, grunda vatten. Familjen består av fyra mycket närbesläktade taxa med allopatrisk utbredning: indisk (Anhinga melanogaster), afrikansk (Anhinga rufa) och australisk (Anhinga novaehollandiae) ormhalsfågel. Familjens uppdelning i arter behandlas olika bland olika auktoriteter.
Amerikansk ormhalsfågel delas upp i två underarter:
- Anhinga anhinga anhinga – återfinns främst öster om Anderna i Sydamerika och på öarna Trinidad och Tobago.
- Anhinga anhinga leucogaster – återfinns i södra USA, Mexiko, och på Kuba och Grenada.[5] Denna underart observeras ibland norr om sitt häckningsområde och har rapporterats så långt norr ut som Pennsylvania[14] och Wisconsin.[15]

Bara de populationer som lever i utbredningens sydligaste och nordligaste delar är flyttfåglar och flyttar mot ekvatorn under vinterhalvåret. Deras säsongsbundna flyttningar grundar sig på temperatur och soltimmar.

## Status och hot
Arten har ett stort utbredningsområde och en stor population, men tros minska i antal, dock inte tillräckligt kraftigt för att den ska betraktas som hotad. Internationella naturvårdsunionen IUCN kategoriserar därför arten som livskraftig (LC).  Den skyddas i USA av 1918 års Migratory Bird Treaty Act.